# Gefilte Fisch

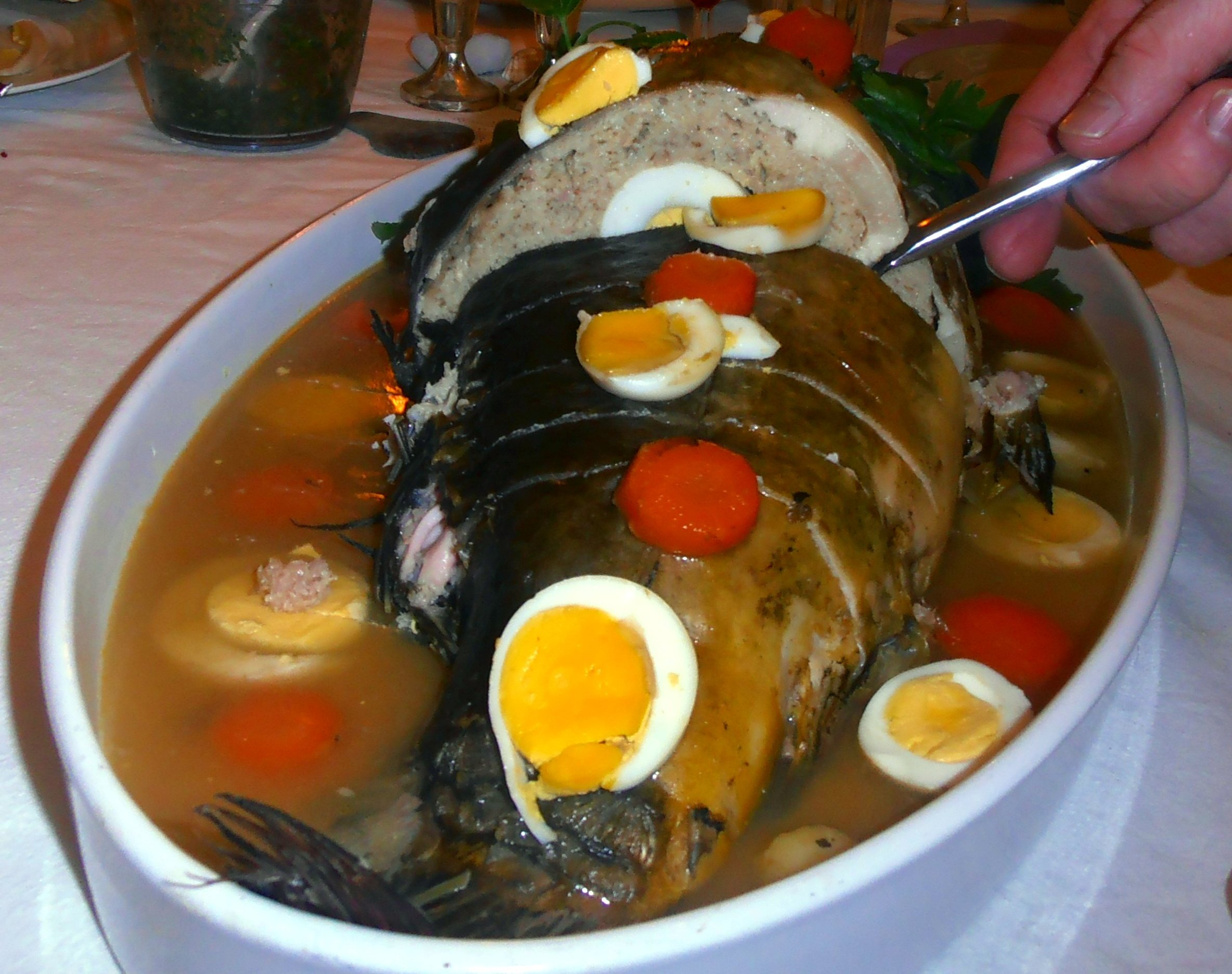
„Gefilte Fisch“: gefüllter Fisch im Anschnitt

Gefilte Fisch, auch Gefillte Fisch geschrieben (jiddisch געפילטע פיש, deutsch „gefüllter Fisch“, wörtlich „gefüllte Fische“), ist ein besonders bei aschkenasischen Juden beliebtes kaltes Fischgericht, das am Sabbat, an Feiertagen und zu besonderen Gelegenheiten als Vorspeise serviert wird. Es besteht im Wesentlichen aus gewürzter Fischfarce von gehacktem oder gewolftem Karpfen, Hecht oder Weißfisch, die je nach Variante als Klößchen, in Scheiben oder in die Fischhaut gefüllt als ganzer Fisch in Brühe pochiert und im erkalteten, gelierten Sud serviert wird.
Die Zubereitung der Speise hat unter aschkenasischen Juden eine lange, nach einigen Autoren bis ins Mittelalter zurückreichende Tradition. Das entweder in Deutschland oder Osteuropa entstandene Gericht hat sich durch die Auswanderungsbewegungen am Ende des 19. Jahrhunderts und im 20. Jahrhundert weit über die Grenzen Ost- und Mitteleuropas verbreitet und gilt in Nordamerika und Europa seit dem späteren 20. Jahrhundert vielerorts als jüdische Speise schlechthin.

## Varianten

### Ganzer gefüllter Fisch
Für die Zubereitung, die dem Gericht seinen Namen gegeben haben dürfte, wird ein geeigneter koscherer Fisch, traditionellerweise Karpfen, oft auch Hecht oder Weißfisch, ausgenommen, von Schuppen befreit, gesäubert und enthäutet. Das Fischfleisch wird entgrätet, gehackt oder gewolft und mit Zwiebeln, eingeweichtem Brot oder Matzemehl, Eiern, Salz, Pfeffer oder Zucker vermengt. Mit dieser Farce wird die Fischhaut gefüllt. Danach wird der gefüllte Fisch in Fischbrühe pochiert. Der fertige Fisch wird mit Fischfond übergossen oder nappiert, mit Karottenscheiben garniert und gekühlt. Als Beilage wird meist ein mit Roter Bete gemischter geriebener Meerrettich (jiddisch כריין, chrein), „Krein“ serviert.

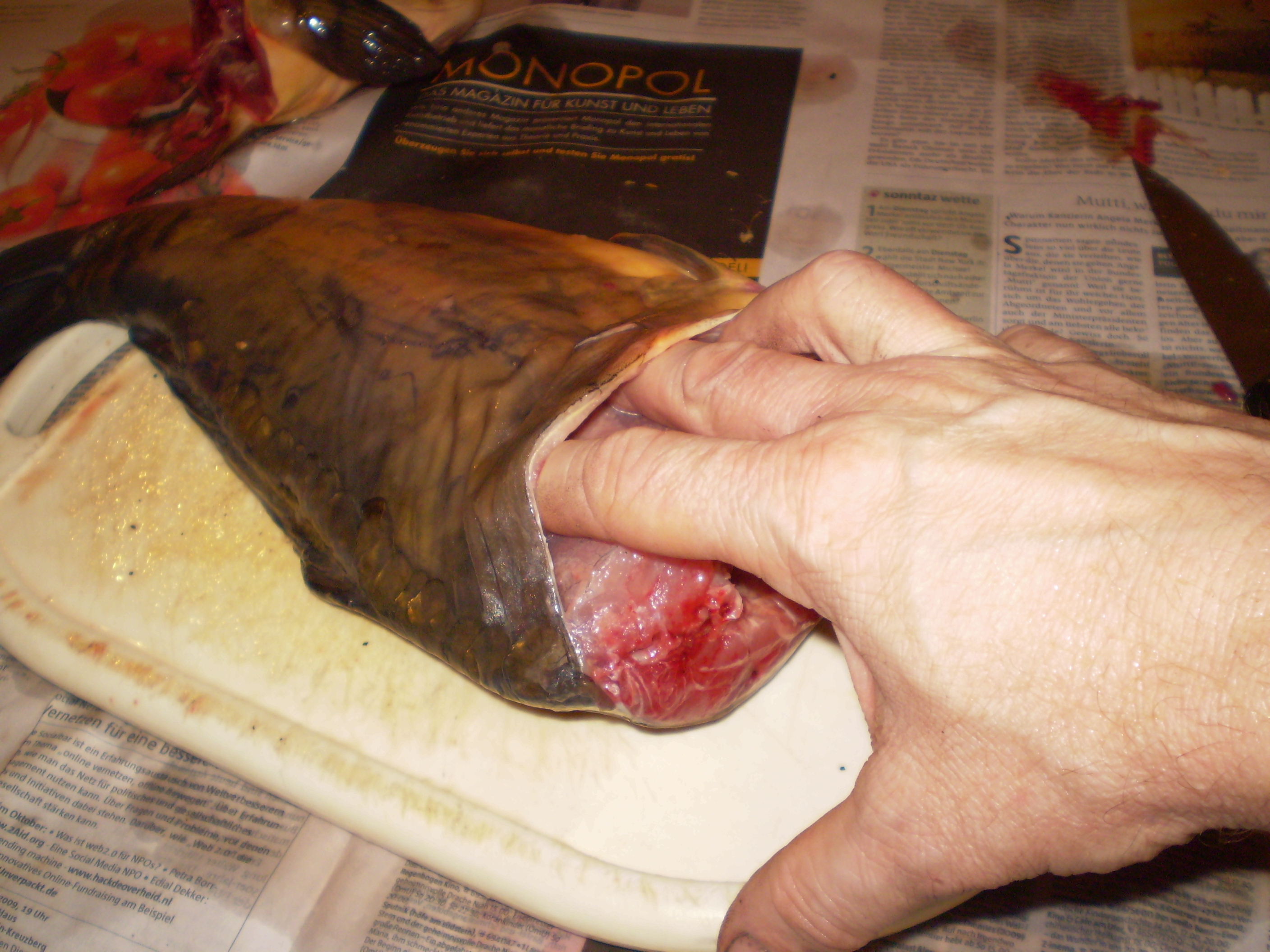
Enthäuten des Fisches
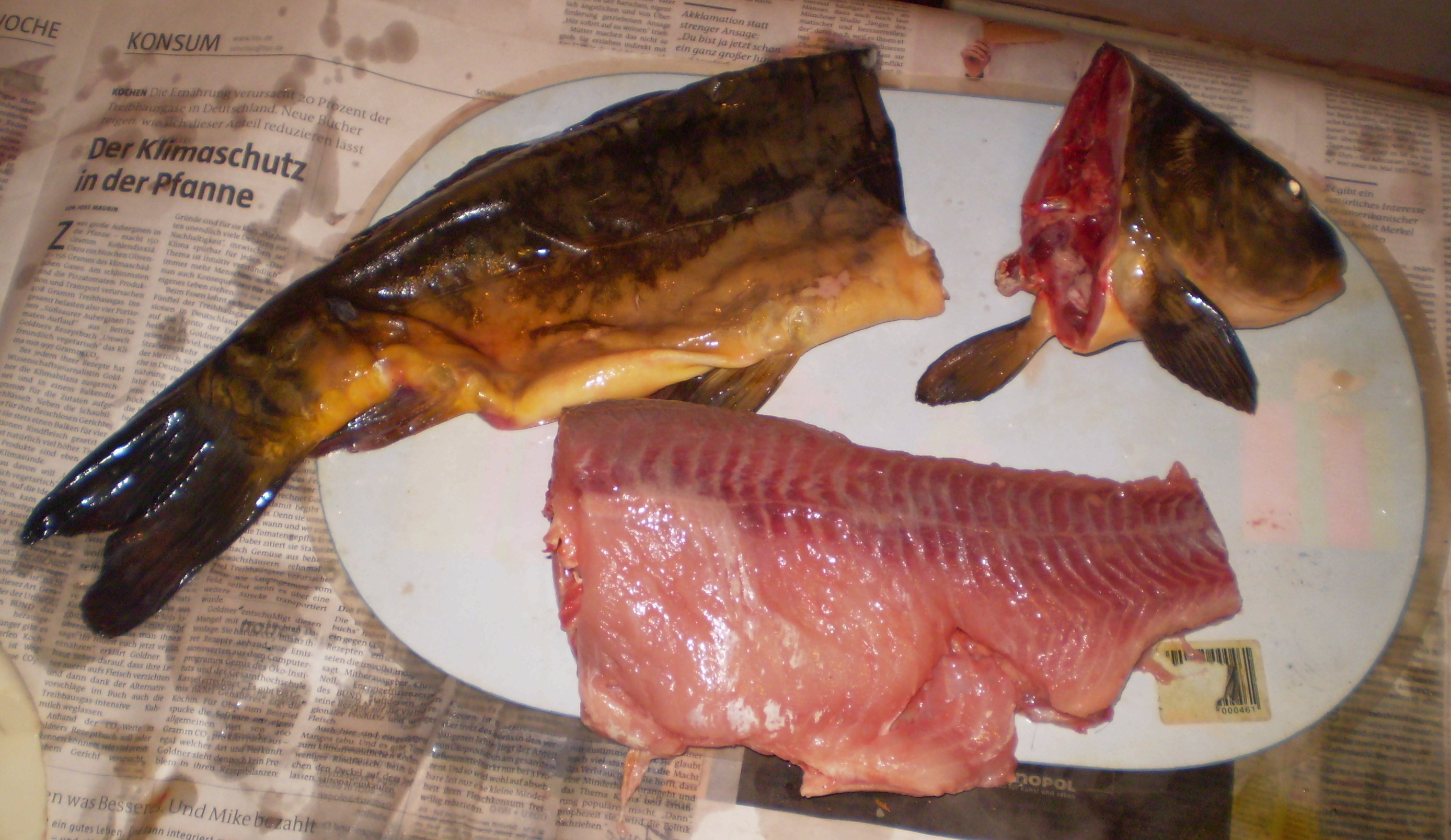
Enthäuteter Fisch, Kopf, Hautschlauch
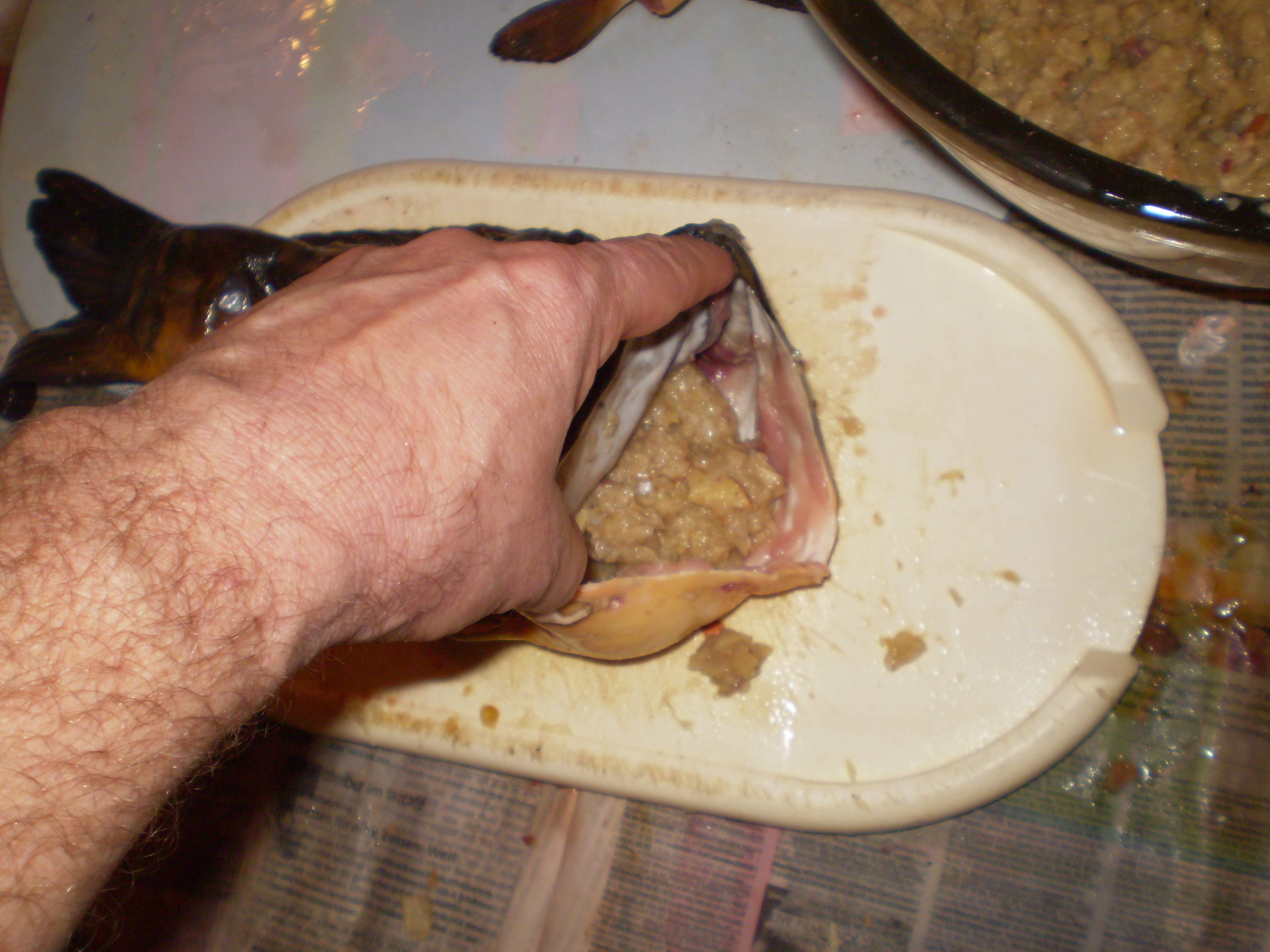
Einfüllen der Fischfarce
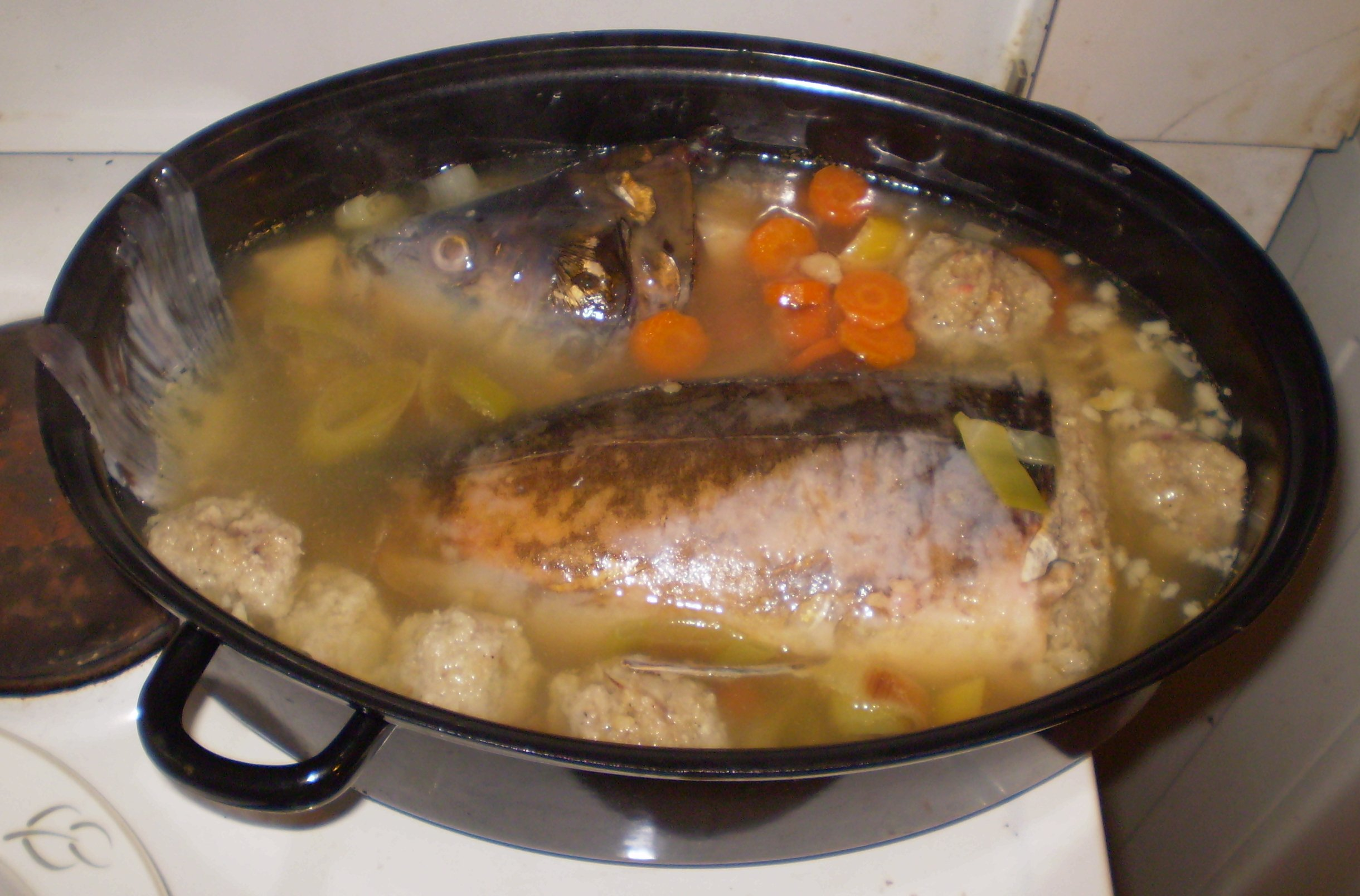
Pochieren in Gemüsesud
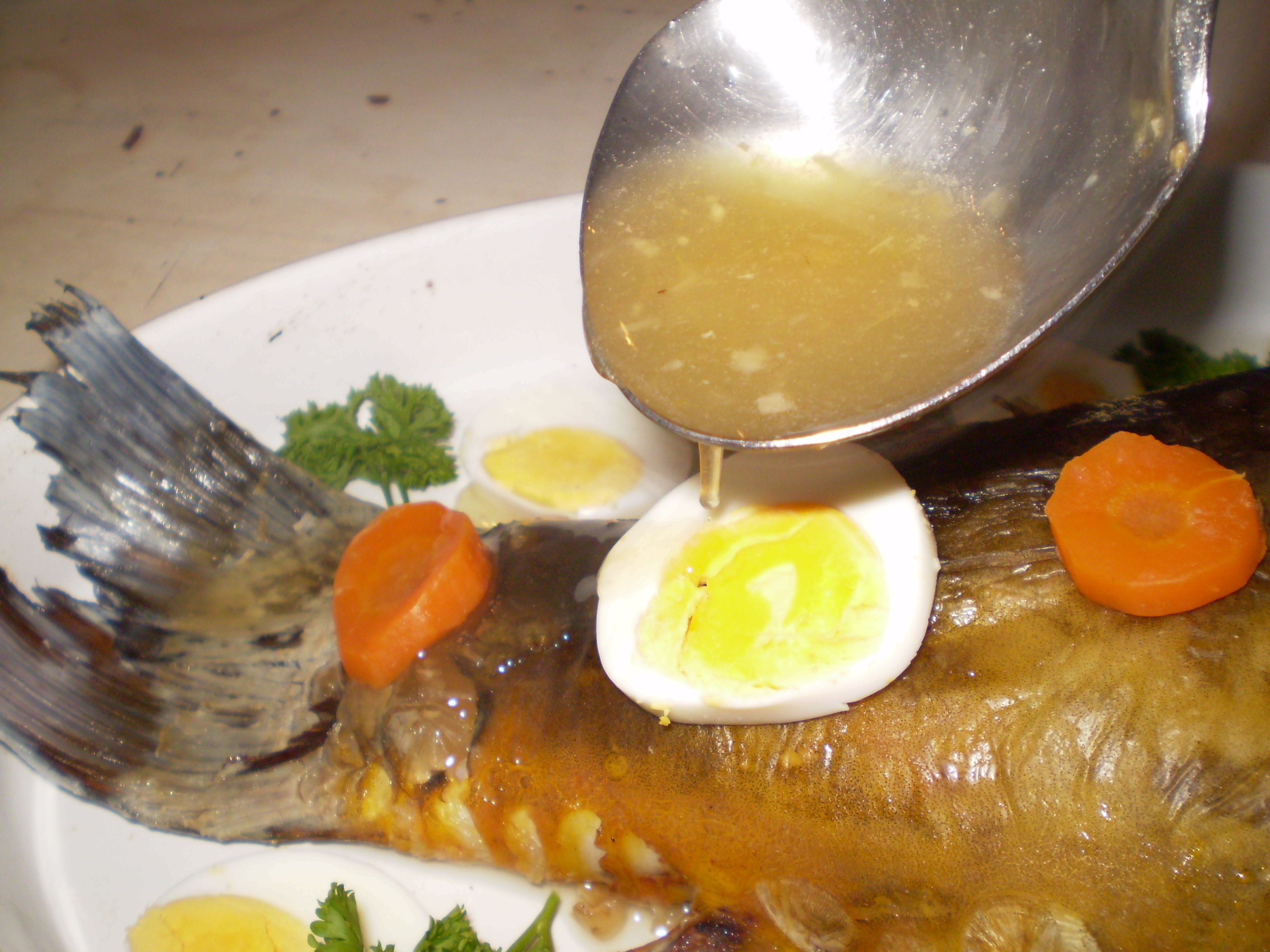
Nappieren mit Fischfond
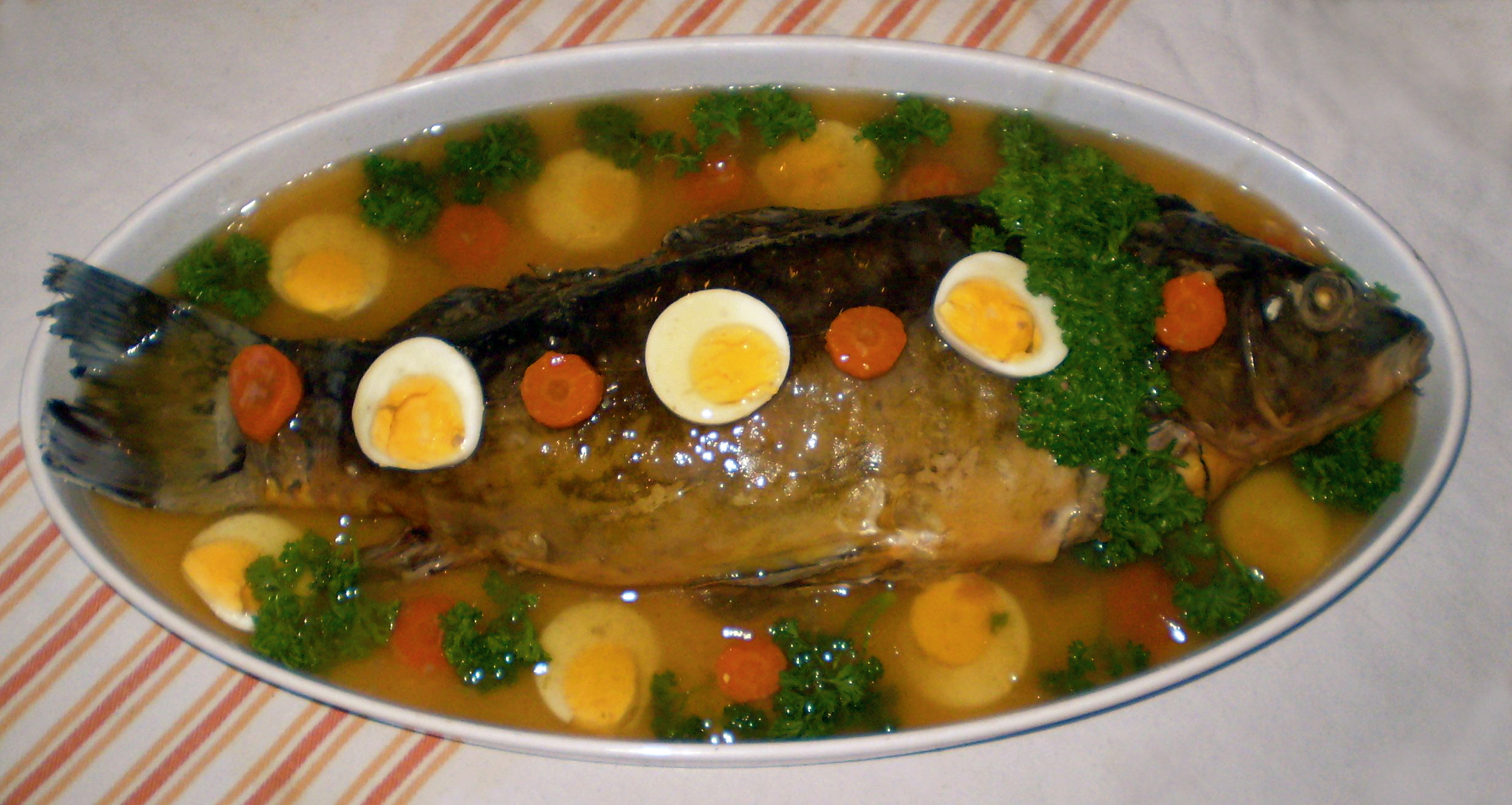
Gekühlt servierfertig

### Einfachere Variante

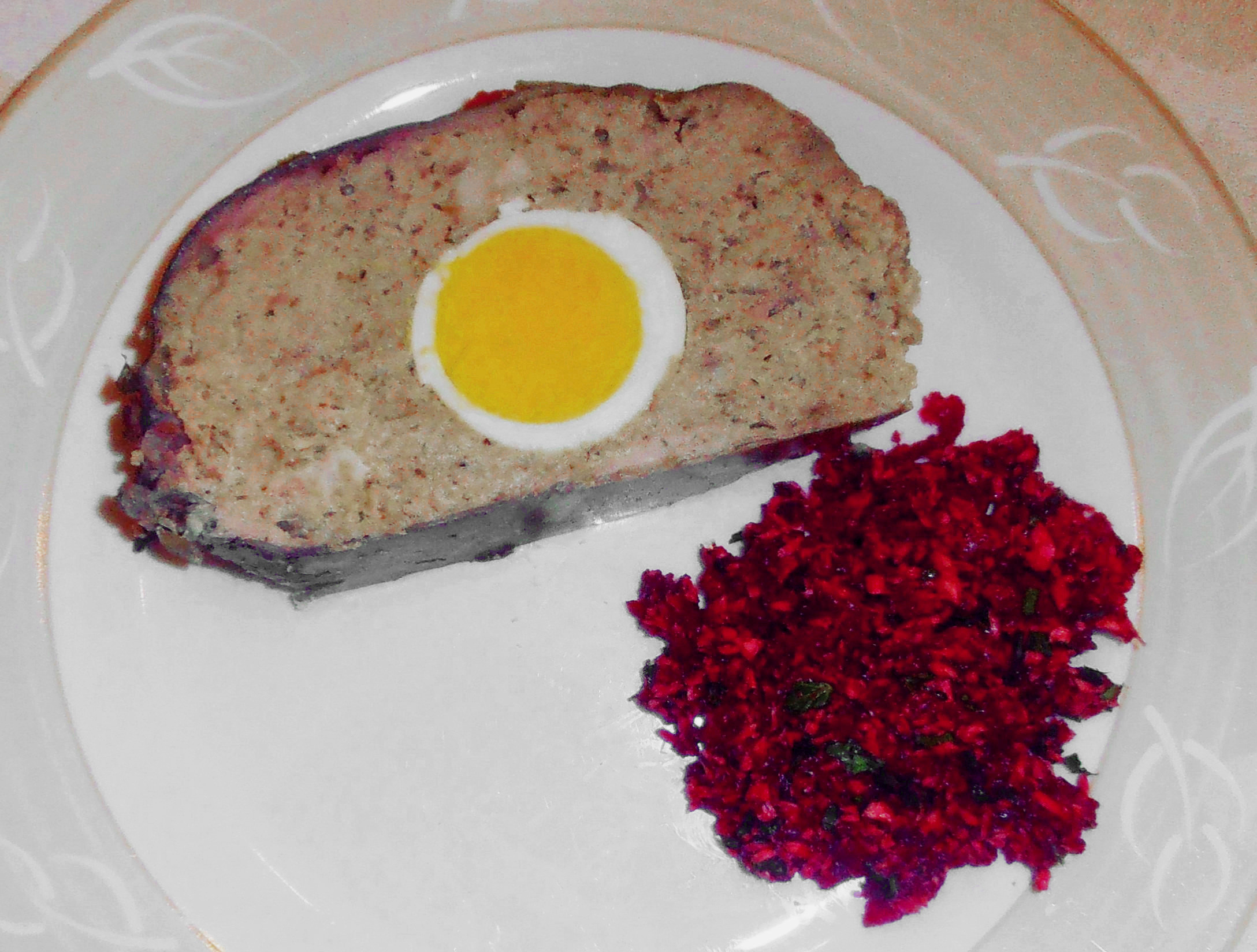
„Gefilte Fisch“: eine Scheibe des ganzen gefüllten Fisches mit Chrein (Krein)

Neben dieser aufwendigen Zubereitung gibt es einfachere Varianten. In einer davon wird der geschuppte und gereinigte Fisch quer in etwa zwei Zentimeter dicke Scheiben geschnitten und das Fleisch mit einem scharfen Messer sorgfältig aus der Haut herausgelöst, so dass nur das Rückgrat und ein schmaler Verbindungsstreifen zum Fischrücken übrigbleiben, die den Stücken Halt geben. Das entgrätete Fischfleisch wird gehackt oder gewolft und mit den gleichen Zutaten wie beim ganzen gefüllten Fisch zu einer Farce verarbeitet, die zwischen Haut und Knochenteile in die Fischstücke gefüllt wird. Die gefüllten Fischscheiben werden danach im Sud gekocht, mit dem Sud übergossen und mit einer Scheibe Karotten dekoriert kalt zusammen mit dem mitgekochten Fischkopf und -schwanz, die nicht gefüllt werden, angerichtet.

### Fischbällchen und -scheiben
Die einfachste und heute bekannteste Variante sind aus der Fischfarce geformte Klößchen, die pochiert und mit dem gelierenden Sud übergossen werden. Die Fischfarce kann auch zu einem Laib geformt, pochiert und in dicke Scheiben geschnitten serviert werden. Fischbällchen sind im Glas, ganze Laibe Fischfarce tiefgekühlt als Fertigprodukte erhältlich.
In Polen wurden von armen Juden auch kleine Fische, jiddisch Kelbikes genannt (deutsch Gründling), mitsamt den Gräten zur Fischfarce verarbeitet; in Belarus gab es eine Variante, bei der die Fischbällchen mit der Fischhaut umhüllt wurden, um der Bedeutung von gefilt gerecht zu werden.

### Falsche Fisch
„Falsche Fisch“ ist ein Ersatzgericht für „Gefilte Fisch“, bei dem Fisch durch gehacktes Fleisch, meist Hühnerfleisch, ersetzt wird. Es wird von einigen chassidischen Juden, die während des Pessachfestes keinen Fisch essen, an Stelle von „Gefilte Fisch“ verzehrt.

## Herkunft, geografische Verbreitung und Bezeichnungen

Ethnische Karte des Russischen Reichs (1875)

Die Herkunft des Gerichts ist unbekannt. Gil Marks vertritt in seiner 2010 erschienenen Encyclopedia of Jewish Food die Ansicht, dass das Gericht aus Deutschland stammt, sich zuerst westwärts nach Frankreich und spätestens im 17. Jahrhundert nach Osteuropa ausgebreitet hat, wo kurz vorher die meist von Juden betriebene Karpfenzucht eingeführt worden war. Ein deutsches Manuskript aus der Mitte des 14. Jahrhunderts enthält ein Rezept für gefüllten Hecht, eine christliche Fastenspeise, die, so Marks, ursprünglich gebraten, nicht pochiert Eingang in die jüdische Küche gefunden habe und später zu Fischklößchen vereinfacht wurde. Marks stützt seine Annahme besonders darauf, dass deutsch-französische Rabbinen ab dem 14. Jahrhundert darüber diskutierten, ob die Zugabe von Essig zu gehacktem Fisch am Schabbat erlaubt sei oder nicht. Claudia Roden erwähnt, dass in Deutschland schon im frühen Mittelalter über jüdische Hausfrauen berichtet wurde, die Hecht hackten und füllten. Von anderen Autoren wird der Ursprung von „Gefilte Fisch“ eher in der aschkenasischen Tradition in Osteuropa vermutet, nicht zuletzt deshalb, weil das Gericht westlich der Elbe, die Westjuden von Ostjuden trennt, in jüngerer Zeit unbekannt war und sich erst mit den großen Auswanderungswellen der ostjüdischen Bevölkerung Ende des 19. und Anfang des 20. Jahrhunderts allmählich nach Westen ausbreitete. Das ab 1888 mehrmals aufgelegte Vollständige praktische Kochbuch für die jüdische Küche. von der aus der Nähe von Trier stammenden Bertha Gumprich enthält kein Rezept für „Gefilte Fisch“, ebenso wenig das 1846 in London anonym herausgegebene, Lady Judith Montefiore zugeschriebene, englische koschere Kochbuch The Jewish Manual, das sowohl die aschkenasische wie die sephardische Küche berücksichtigt.

### Ganzer „Gefilter Fisch“ versus Fischbällchen
Marie Kauders’ erstmals 1886 in Prag erschienenes Erstes israelitisches Kochbuch für böhmische Küche führt unter der Bezeichnung „fachirter Fisch“ zwei Rezepte auf, eines für eine Fischfarce und eines für den ganzen gefüllten, kalt zu servierenden Fisch. In der Ausgabe von 1903, die eine größere Anzahl Rezepte enthält, ist das eigentliche „Gefilte Fisch“-Rezept offenbar nicht enthalten. Das 1881 in den USA erschienene jüdische Kochbuch von Esther Levy, einer vermutlich aus England stammenden westaschkenasischen Jüdin, enthält unter der Bezeichnung „Stewed fish balls“ (gedämpfte Fischbällchen) ein Rezept für Fischbällchen, die jedoch nicht kalt serviert werden. In den nach Beginn der großen Emigrationswellen der osteuropäischen Juden erschienenen, meist nicht koscheren, amerikanischen jüdischen Kochbüchern sind „Gefilte Fisch“ dagegen vertreten, oft mit mehreren Rezepten, wenn auch noch nicht unter der jiddischen Bezeichnung. Im populärsten, dem „Aunt Babette’s“ von 1889, steht das Rezept für den ganzen, mit Fischfarce gefüllten Fisch, „Boneless fish, filled“ (Fisch ohne Gräte, gefüllt) genannt, gleich am Anfang der Fischrezepte. Das Settlement Cook Book von 1901 enthält sowohl ein Rezept für den als „filled fish“ bezeichneten ganzen gefüllten Fisch wie auch eines für Fischbällchen, das International Jewish Cook Book von 1918 berücksichtigt alle Varianten und stellt dem ganzen Fisch, nun jiddisch als „Gefillte fish“ bezeichnet, Fischklöße unter der Bezeichnung „Russian fish cakes“ gegenüber.
Gemäß dem Jiddischen Sprach- und Kulturatlas ist für das westliche Verbreitungsgebiet der ganze mit Fischfarce gefüllte Fisch typisch, während in den östlichen Gebieten das Gericht in der Regel allein aus der Füllung bestand. Salcia Landmann ist dagegen der Meinung, der ganze „Gefilte Fisch“ sei besonders in Rumänien beliebt gewesen und dort mit harten Eiern in der Farce zubereitet worden. Auch enthalten nach dem Zusammenbruch der Sowjetunion erschienene russische jüdische Kochbücher „Gefilte Fisch“-Rezepte für den ganzen gefüllten Fisch, der von Juden in der Sowjetunion losgelöst vom religiösen Kontext an säkularen Feiertagen oder Geburtstagen serviert wurde und der dank der jüdischen Emigranten besonders in Deutschland und in den USA Ende des 20. Jahrhunderts eine Renaissance erlebte.

### Süßer versus gepfefferter „Gefilter Fisch“

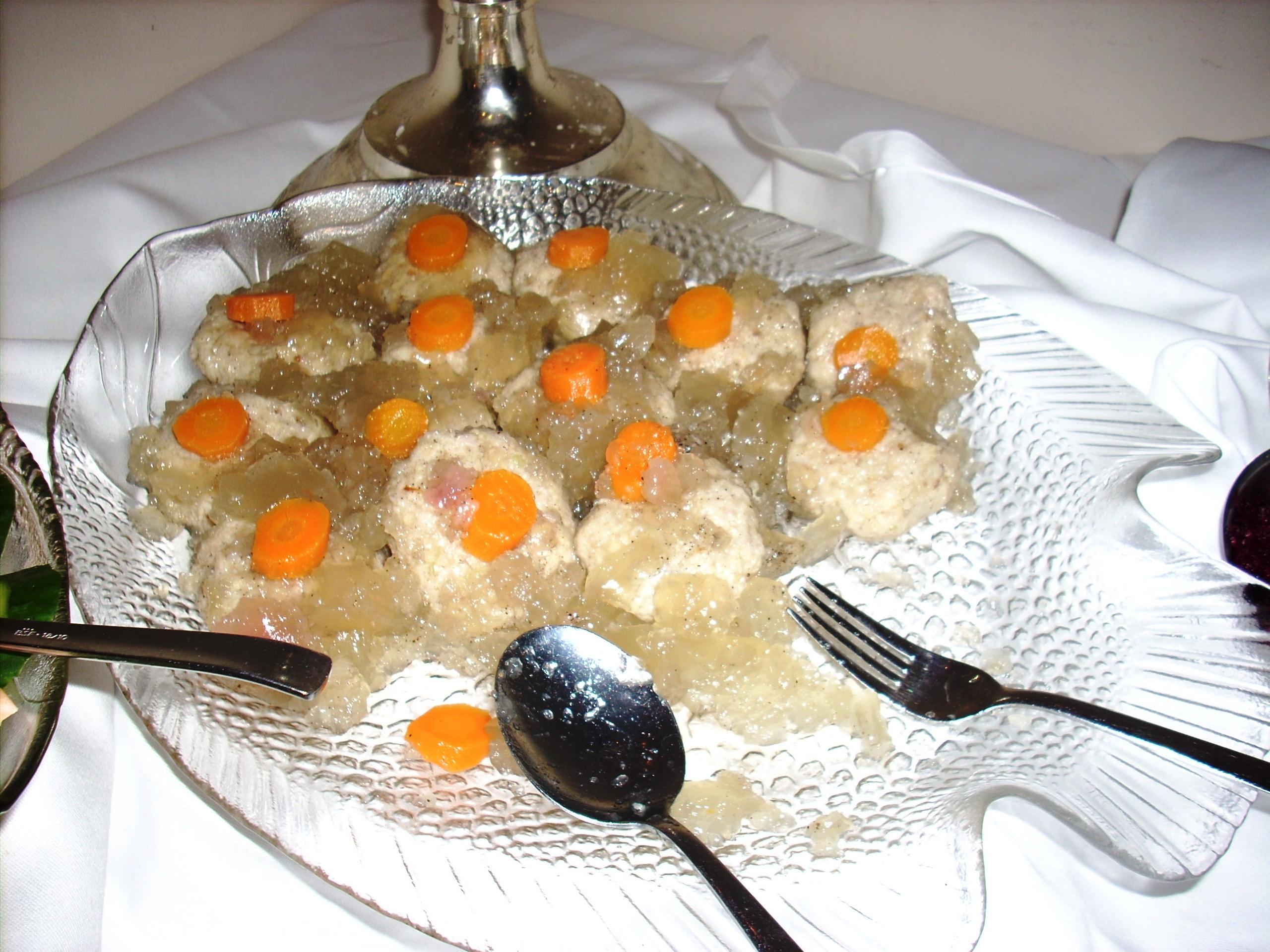
„Gefilte Fisch“: Fischbällchen

Die ehemalige Grenze zwischen dem im 16. Jahrhundert zu Polen-Litauen vereinten Großfürstentum Litauen und dem Königreich Polen, die das Nordostjiddisch der Juden Litauens vom Südostjiddisch trennt, findet ihren Niederschlag auch in der Zubereitung von „Gefilte Fisch“: In Galizien, im südwestlichen Polen sowie im deutschsprachigen, wie im rumänischen Raum wurde „Gefilte Fisch“ mit Zucker gesüßt, während ihn die Juden Litauens und anderer Gebiete unter russischem Einfluss ihn salzig und mit Pfeffer zubereiteten – ein Unterschied, der sich unter den in alle Welt zerstreuten Nachkommen erhalten hat und im Amerikanischen ironisch als „gefilte fish line“ bezeichnet wird. Es versteht sich von selbst, dass beidseits der Grenze die jeweils andere Variante als barbarisch erachtet wurde.

### Gefüllter versus Jüdischer Fisch
In Polen nannten Nichtjuden „Gefilte Fisch“ früher „jüdischen Fisch“. Das Gericht, das heute in Polen als „Karp po żydowsku (Karpfen nach jüdischer Art)“, deutsch auch als „polnischer Karpfen“ bezeichnet und oft irrtümlicherweise für „Gefilte Fisch“ gehalten wird, ist ein anderes der jüdischen Küche entnommenes Fischgericht, Fisch in Gelee, das in Polen als Weihnachtsessen beliebt ist. Für den französischen Arzt und Kochbuchautor mit polnischen Wurzeln, Édouard de Pomiane, der Anfang des 20. Jahrhunderts Polen bereiste und die Küche und Essgewohnheiten der Juden beschrieb, war dieses Fischgericht der Inbegriff der polnischen jüdischen Küche. Auch das ähnliche, vermutlich aus dem Elsass stammende Fischgericht der klassischen Französischen Küche „Carpe à la juive“ („Karpfen nach jüdischer Art“, im Elsässischen „Jeddefesch“), das ebenfalls gern mit „Gefilte Fisch“, die französisch auch „Carpe farcie (gefüllter Karpfen)“ heißen, verwechselt wird, hat mit „Gefilte Fisch“ nichts gemeinsam. Russische Kochbücher enthalten vielfach Rezepte für „Farschirowannaja ryba“ (Фаршированная рыба, gefüllter Fisch), ohne Hinweis darauf, dass es sich um ein jüdisches Gericht handelt.

### Name
Seit wann im Jiddischen die Bezeichnung „Gefilte Fisch“ sowohl für den ganzen gefüllten Fisch wie für die Fischklöße verwendet wird, ist nicht bekannt. Marks geht davon aus, dass der Name im Mittelalter in Deutschland den ganzen gefüllten Fisch bezeichnete und später in Osteuropa auf die Fischbällchen übertragen wurde. In Deutschland hätten diese dagegen von alters her andere Namen gehabt, was sich, so Marks, noch in den unterschiedlichen Bezeichnungen für die beiden Varianten in den von westaschkenasischen Autorinnen verfassten Kochbüchern des 19. Jahrhunderts niederschlägt. Seit dem frühen 20. Jahrhundert werden die verschiedenen Varianten jedoch von allen aschkenasischen Juden mit gleichen Begriffen bezeichnet. Damit bildet „Gefilte Fisch“ eine Ausnahme unter den jüdischen Gerichten, die sonst nicht nur regional unterschiedlich zubereitet werden, sondern in der Regel auch verschiedene Namen tragen.
Im Laufe des 20. Jahrhunderts hat sich die jiddische Bezeichnung „Gefilte Fisch“ (englisch „gefilte fish“), anfänglich noch nicht in einheitlicher Orthographie, immer mehr durchgesetzt, vorerst hauptsächlich im Englischen. Die Entlehnung des jiddischen „Gefilte Fisch/gefilte fish“ in andere Sprachen ist in der Regel mit einem Numeruswechel vom jiddischen Plural zu Singular verbunden, was linguistisch nichts Außergewöhnliches ist. Auch im deutschen Sprachbereich wird die deutsche Form „Gefüllter Fisch“ durch die jiddische verdrängt. So wird beispielsweise in Salcia Landmanns Kochbuch Die Koschere Küche in der Ausgabe von 1976 die deutsche Bezeichnung „Gefüllter Fisch“ verwendet, in der unter dem Titel Die jüdische Küche 1995 neu aufgelegte Ausgaben dagegen nur noch das jiddische „Gefilte Fisch“. In jüngster Zeit wird der Ausdruck im Deutschen auch in der englischen Schreibweise als „Gefilte Fish“ oder „gefilte fish“ gebraucht, etwa von der Volksmusikgruppe Gefilte Fish aus München.

## Fisch in der jüdischen Tradition

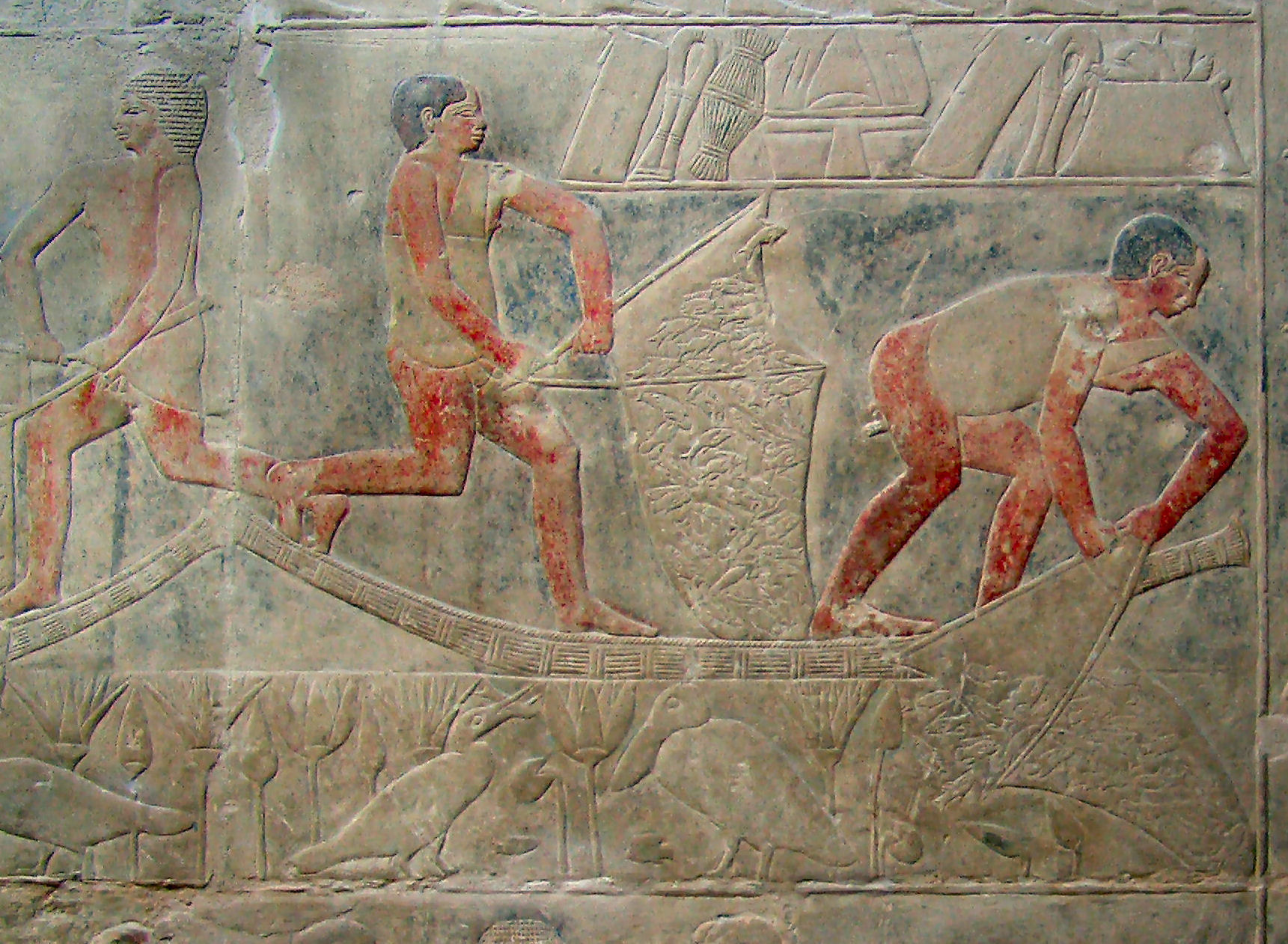
Fischfang. Grab des Wesirs Mereruka, Ägypten, 6. Dynastie

Die Torah berichtet, wie sich die Israeliten nach dem Auszug aus Ägypten in ihrer Wanderung durch die Wüste unter anderem nach den Fischen Ägyptens zurücksehnten. Neuere archäologische Ausgrabungen in und um Jerusalem belegen einen erstaunlich großen Fischkonsum für die Antike. Nachgewiesen sind sowohl Salz- wie Süßwasserfische, selbst aus Ägypten importierte Nilfische. In der jüdischen Tradition, ebenso wie in vielen anderen, gelten Fische – wie beispielsweise im Jakobssegen – als Symbol von Fruchtbarkeit und Glück. Der Leviathan, ein Meerungeheuer, wird, so der Talmud, dereinst als großer Fisch die Speise der Gerechten sein.

### Fisch als Schabbatspeise
Fisch hat auch als Schabbatgericht eine lange Tradition, die selbst außerhalb der jüdischen Welt bekannt war; so zählt beispielsweise der römische Satiriker des 1. Jahrhunderts Persius den Fisch zu den typischen Merkmalen des Schabbats. In der biblischen Schöpfungsgeschichte werden die am fünften Tag als erste Lebewesen geschaffenen Fische von Gott gesegnet wie die Menschen und wie der Schabbat. Zudem ist der Zahlenwert des hebräischen Wortes für Fisch (דָּג, dag) sieben (ד, daleth, 4 + ג, gimel, 3), eine nicht nur im Judentum besondere Zahl, die auch den Schabbat symbolisiert. Im Talmud wird der Fischgenuss, selbst in kleinsten Mengen, zu den besonderen Freuden gezählt, die den Schabbat begleiten.
Darüber, dass Fisch auf den Schabbattisch gehört, sind sich auch die Torah- und Talmudgelehrten der Neuzeit einig, wenn auch nicht, zu welchen Mahlzeiten er gegessen werden soll. Am Schabbat, der wie alle Tage im jüdischen Kalender am Vorabend beginnt und bis Einbruch der Nacht dauert, werden statt der für Werktage früher üblichen zwei traditionellerweise drei bereits im Talmud festgelegte Mahlzeiten eingenommen: die erste am Freitagabend (hebräisch סְעוּדָה לֵיל שַׁבָּת, se’udah leil schabbat), die zweite am Samstagmittag (hebräisch סְעוּדָה שֵׁנִית, se’udah schenit) und die dritte (hebräisch סְעוּדָה שְׁלִישִׁית, se’udah schlischit) am späten Samstagnachmittag kurz vor Ende des Schabbats. Während beispielsweise im 16. Jahrhundert der in Prag geborene, in Tiberias verstorbene Rabbiner und Kabbalist Jesaja Horowitz (circa 1565–1630) Fisch neben Fleisch für alle drei Schabbatmahlzeiten als unentbehrlich erachtete, zog es der um ein halbes Jahrhundert ältere, aus Polen-Litauen stammende Talmudgelehrte Salomon Luria (circa 1510–1573) vor, nur am Samstagmittag Fisch zu essen, um die Bedeutung der Mittagsmahlzeit herauszustreichen. Im 18. Jahrhundert entstand im Chassidismus der Brauch, Fisch besonders bei der dritten Schabbatmahlzeit, die im Chassidismus eine eigene spirituelle Bedeutung erlangt hatte, zu essen. Israel Meir Kagan (1839–1933) empfiehlt in seinem um die Jahrhundertwende des 19. zum 20. Jahrhundert verfassten klassischen Kommentar zum Schulchan Aruch Mischnah Berurah dagegen Fisch, vorausgesetzt man mag ihn, wiederum zu allen Schabbatmahlzeiten. Dass Fisch am Schabbat mindestens am Mittag auf jedem Tisch anzutreffen war, berichtet De Pomiane in seinem 1929 erschienenen Buch über die Essgewohnheiten der polnischen Juden.
Das unter aschkenasischen Juden beliebteste am Schabbat kalt servierte Fischgericht war Fisch in Gelee, der im Osten vielfach süß, im Westen süß-sauer gegessen wurde. Erst mit dem Aufkommen der Fertigprodukte in der zweiten Hälfte des 20. Jahrhunderts trat „Gefilte Fisch“ an seine Stelle als meistgegessener Schabbatfisch.

### „Gefilte Fisch“ als Schabbatspeise
Für die Entstehung von „Gefilte Fisch“ als Schabbatvorspeise gibt es verschiedene Erklärungen. Am Schabbat verrichten streng religiöse Juden keine als Arbeit (hebräisch מְלָאכָה, melachah) definierte Tätigkeit. Der Talmud unterscheidet 39 (40-1) aus der Torah abgeleitete Hauptarbeiten, die sinngemäß auf alle Lebensbereiche angewendet werden. Dazu gehören nicht nur das Kochen oder Backen, sondern besonders auch die landwirtschaftlichen Arbeiten wie das Dreschen (hebräisch דַּשׁ, dasch), Worfeln (hebräisch זָרָה, sarah) und Klauben oder Sortieren (hebräisch בּוֹרֵר, borer), die Trennverfahren, mit denen die für den menschlichen Verzehr geeigneten von den nicht geeigneten Teilen des Getreides, dem damaligen Hauptnahrungsmittel, getrennt werden. Bereits in der Gemara wird dies generell auf das Trennen von Essbarem und Ungenießbarem beim Essen angewendet und im Mittelalter und in der Neuzeit in der rabbinischen Literatur, zum Teil kontrovers, ausgeführt. Dieser halachischen Diskussion über das Trennen von Gutem und Schlechtem am Schabbat soll nach verbreiteter Meinung das Gericht „Gefilte Fisch“ seinen Platz als Schabbatspeise verdanken.

„Es gibt ein Verbot des Sortierens oder Trennens (‚borer‘) am Sabbat. Und wir sortieren keine Kleider und trennen erst recht keine Spreu vom Weizen. Wir essen jedoch Fisch, und beim Fischessen müssen wir, wenn wir nicht ersticken wollen, die Gräte vom Fischfleisch trennen. Dadurch trennen wir jedoch die Spreu (Gräte) vom Weizen (Fischfleisch). Das bedeutet, dass alle Juden, die am Sabbat Fisch gegessen haben (und Juden essen seit mindestens 2000 Jahren Fisch am Sabbat), den Sabbat entweiht haben. Das scheint absurd, aber tatsächlich ist es so, dass es sehr schwierig ist, eine stichhaltige Rechtfertigung für das Entfernen der Gräte beim Fischessen zu geben. Nach weitverbreiteter Meinung soll ‚Gefilte Fisch‘ Eingang in das Sabbat-Menu gefunden haben, um dadurch das Borer-Problem zu vermeiden. Ob diese populäre Erklärung zutrifft oder nicht, ‚Gefilte Fisch‘ ist ein osteuropäisches Gericht, und Juden haben bereits während etwa fünfzehn Jahrhunderten vor dieser kulinarischen Erfindung am Sabbat Fisch gegessen.“

Eine andere Erklärung, die auch die Tatsache mitberücksichtigt, dass es in nichtjüdischen Kulturen ebenfalls Rezepte für ähnliche Fischgerichte gibt, führt die Entstehung und Verbreitung von „Gefilte Fisch“ als Schabbatspeise der aschkenasischen Juden auf die Armut der Juden zurück. Dadurch, dass die jüdischen Hausfrauen den in Mittel- und Osteuropa vielerorts teuren Fisch mit erschwinglicheren Zutaten streckten, konnten sie am Schabbat Fisch servieren, der für die ganze Familie reichte. Salcia Landmann, die das Borer-Verbot nicht erwähnt, nennt als zusätzlichen Vorteil für „das Farcieren der Fische, [dass] auch kleine Kinder mitessen können, ohne sich an einer Gräte zu verschlucken“.
Auffällig ist, dass die Schabbat-Küche in vielen Ländern gefüllte Speisen kennt, die, so die religiöse Erklärung, an das biblische Manna erinnern sollen.
Auch die sephardisch-jüdische Küche des Mittelmeerraumes kennt ähnliche Fischgerichte, die teilweise zu bestimmten Gelegenheiten gegessen werden.

## „Gefilte Fisch“ heute

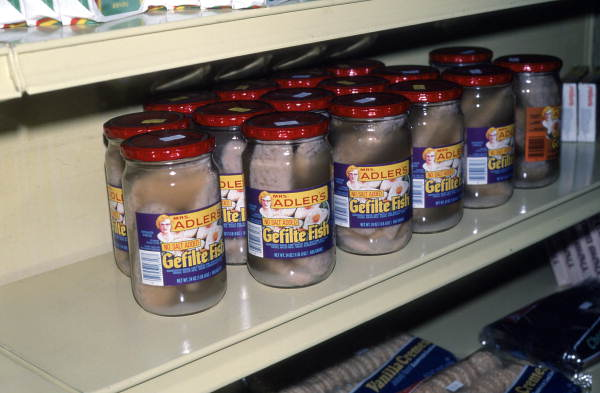
„Gefilte Fisch“: im Glas,
Miami Beach, Florida 1985

„Gefilte Fisch“ werden heute in erster Linie von religiösen oder traditionsbewussten Juden mit mittel- oder osteuropäischen Wurzeln als Vorspeise am Schabbat, an Feiertagen und zu besonderen Gelegenheiten verzehrt. Üblicherweise wird das Gericht nicht selbst zubereitet, sondern als Fertigprodukt im Glas oder tiefgefroren gekauft. Es ist in zahlreichen Varianten auf dem Markt, ein einziger amerikanischer Hersteller bietet etwa dreißig verschiedene Sorten Fischklöße an und verkauft jährlich über 1.5 Millionen Gläser davon. „Gefilte Fisch“, am häufigsten in der Form von Fischbällchen, steht auf der Speisekarte praktisch jedes jüdischen Restaurants weltweit und wird in aschkenasischen jüdischen Gemeinden gern zum Kiddusch, dem Empfang nach dem Gottesdienst, offeriert. Bei sephardischen und orientalischen Juden erfreut sich „Gefilte Fisch“ dagegen selbst in Israel keiner großen Beliebtheit. In einer Debatte im israelischen Parlament in den 1980er Jahren über Karpfenzucht, in der „Gefilte Fisch“ mehrmals erwähnt wurden, soll ein aus Libyen stammender Abgeordneter zur Empörung der aschkenasischen Parlamentarier geäußert haben, von „Gefilte Fisch“ werde ihm übel.

### „Gefilte Fisch“ in den USA

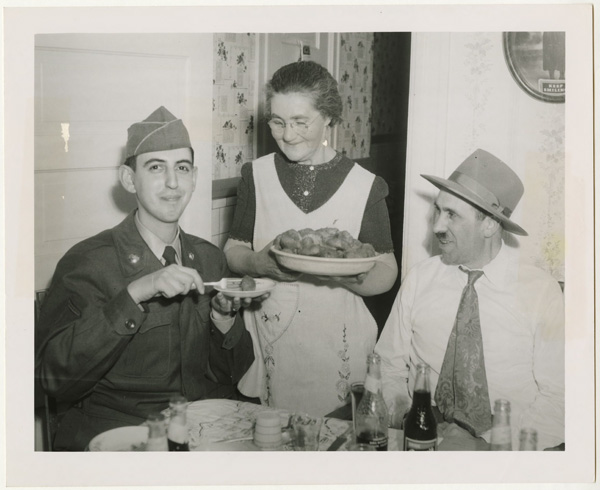
Bewirtung mit Fischbällchen „Gefilte Fisch“ während des Pessach 1952 in Denver

In den USA, wo zahlreiche von mittel- und ostjüdischen Einwanderern eingeführte ursprünglich jüdische Speisen wie Bagel (Beigel), Chopped Liver (gehackte Leber) oder Matzo Ball Soup (Matzeknödelsuppe) Eingang in den Ernährungsalltag gefunden haben, gilt „Gefilte Fisch“ als typisch jüdische Speise. Im jiddischen, 1936 in Polen gedrehten amerikanisch-polnischen Film Yidl mitn Fidl mit Molly Picon in der Hauptrolle werden „Gefilte Fisch“ noch lediglich als besondere Delikatesse eines Hochzeitsessens hervorgehoben. Als Merkmal jüdischer Identität wird in amerikanischen Fernsehserien „Gefilte Fisch“ ab den 1950er Jahren verwendet, erstmals in The Goldbergs, der ersten amerikanischen jüdischen Sitcom, eher ironisch dann in den 1970er Jahren in der Serie Sanford and Son, wenn die Hauptperson, Fred G. Sanford, als eingebildeter Jude stolz erklärt, das G. in seinem Namen stehe für „gefilte fish“, und in den 1990er Jahren beispielsweise in der Sitcom The Nanny. Von der Bekanntheit des Gerichts zeugt der Umstand, dass in den USA die heute seltene Krankheit Diphyllobothriasis, eine Infektion mit dem Fischbandwurm durch Verzehr von rohem Fisch, auch als „Jewish housewife’s disease“ (Jüdische Hausfrauenkrankheit) bezeichnet wird, nicht weil die Krankheit unter Jüdinnen besonders verbreitet ist, sondern in Anspielung darauf, dass jüdische Frauen bei der Zubereitung von „Gefilte Fisch“ die rohe Fischfarce kosten.
Seine herausragende Stellung unter den jüdischen Gerichten verdankt „Gefilte Fisch“ in den USA nicht zuletzt moderner Konservierungstechnik und innovativem Marketing. Während andere traditionelle koschere jüdische Gerichte in aufwendiger Arbeit in der eigenen Küche hergestellt werden mussten, konnte „Gefilte Fisch“ in der Form von Fischbällchen als Fertigprodukt hergestellt und mit dem Flair von Authentizität vermarktet direkt vom Glas auf den Tisch gebracht werden und zum „amerikanisch jüdischen Nationalgericht“ und oft ironischen Symbol jüdischer Identität avancieren.

### „Gefilte Fisch“ in Deutschland

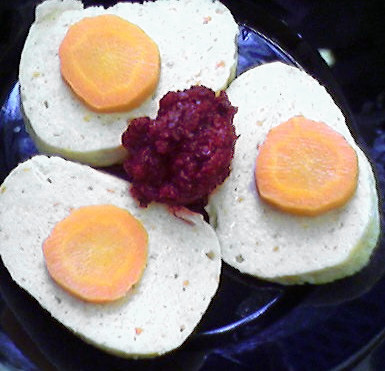
„Gefilte Fisch“: Fertigprodukt in Scheiben mit Chrein, garniert mit Karotten

Auch in Europa zunehmend als Fertigerzeugnis auf dem Markt, wird „Gefilte Fisch“ nicht nur als typisch jüdische Speise, sondern auch als jüdisches Identifikationsmerkmal gesehen und wurde in diesem Sinne in Diskussionen über jüdische Kultur in Deutschland erwähnt.

So urteilte der Journalist Richard Chaim Schneider im Jahre 1990, jüdische Kultur in Deutschland bestehe aus „einem diffusen Gemisch aus Gefilte Fisch, einigen Brocken Jiddisch [und] einem idiotischen Stolz auf jüdische Nobelpreisträger und Künstler“, der Verleger Peter Moses-Krause nannte sie „eine ungenießbare Mischung von Gefilte Fisch und Sachertorte“.
Eine die jüdische, besonders die jiddische Volksmusik pflegende, international zusammengesetzte Gruppe von Musikern aus München tritt unter dem Namen Gefilte Fish auf.

### „Gefilte Fisch“ in der Politik
In den USA spielen „Gefilte Fisch“ seit den 1950er Jahren eine Rolle in Ideologie und Politik. Während und als Folge des Prozesses gegen Ethel und Julius Rosenberg, amerikanische Kommunisten und Juden mit osteuropäischen Wurzeln, die 1953 wegen Spionage für die Sowjetunion verurteilt und hingerichtet worden waren, wurde „Gefilte Fisch“ in einer breiten Kampagne als Symbol für die Loyalität der Mehrheit der amerikanischen Juden propagiert. Im Rosenberg-Prozess hatte eine Packung „Jell-O“, ein damals modernes typisch amerikanisches, auf Gelatine-Basis beruhendes und deshalb unkoscheres (hebräisch טְרֵפָה, trefah, jiddisch treif) Produkt zur Herstellung von Nachspeisen, eine prominente Rolle gespielt. Der traditionelle „Gefilte Fisch“ sollte, so der jüdische Historiker Nathan Abrams, zu einer Zeit, als die Mehrheit der Juden in den USA sich wie die Rosenbergs bereits von der koscheren Küche abgewandt hatten, in der Form eines koscheren amerikanisch-jüdischen Fertiggerichts, im Gegensatz zum treifenen amerikanischen „Jell-O“, das die Rosenbergs bevorzugten, die loyale Haltung der nicht mit dem Kommunismus sympathisierenden Juden und ihre mit der McCarthy-Ära in Einklang stehenden „koscheren“ Werte wie Amerikanismus, Familie und Tradition symbolisieren. Ein Jahr nach der Hinrichtung des Ehepaars Rosenberg, im Oktober 1954, wurde anlässlich eines Banketts in New York zum dreihundertsten Jahrestag der Ankunft der ersten Juden in Nordamerika, ungeachtet der Tatsache, dass diese sephardischer Herkunft gewesen waren, dem Ehrengast, Präsident Dwight D. Eisenhower, „Gefilte Fisch“ als Symbol der „symbiotischen Beziehung zwischen Amerika und seinen jüdischen Bürgern“ unter der Bezeichnung „traditioneller gefüllter Süßwasserfisch“ als Vorspeise vorgesetzt. 1957 soll Präsident Eisenhower bei einem „Minority Dinner“, das er nach seiner zweiten Inauguration offerierte, neben Minestrone und Griechischem Salat auch „Gefilte Fisch“ serviert haben.

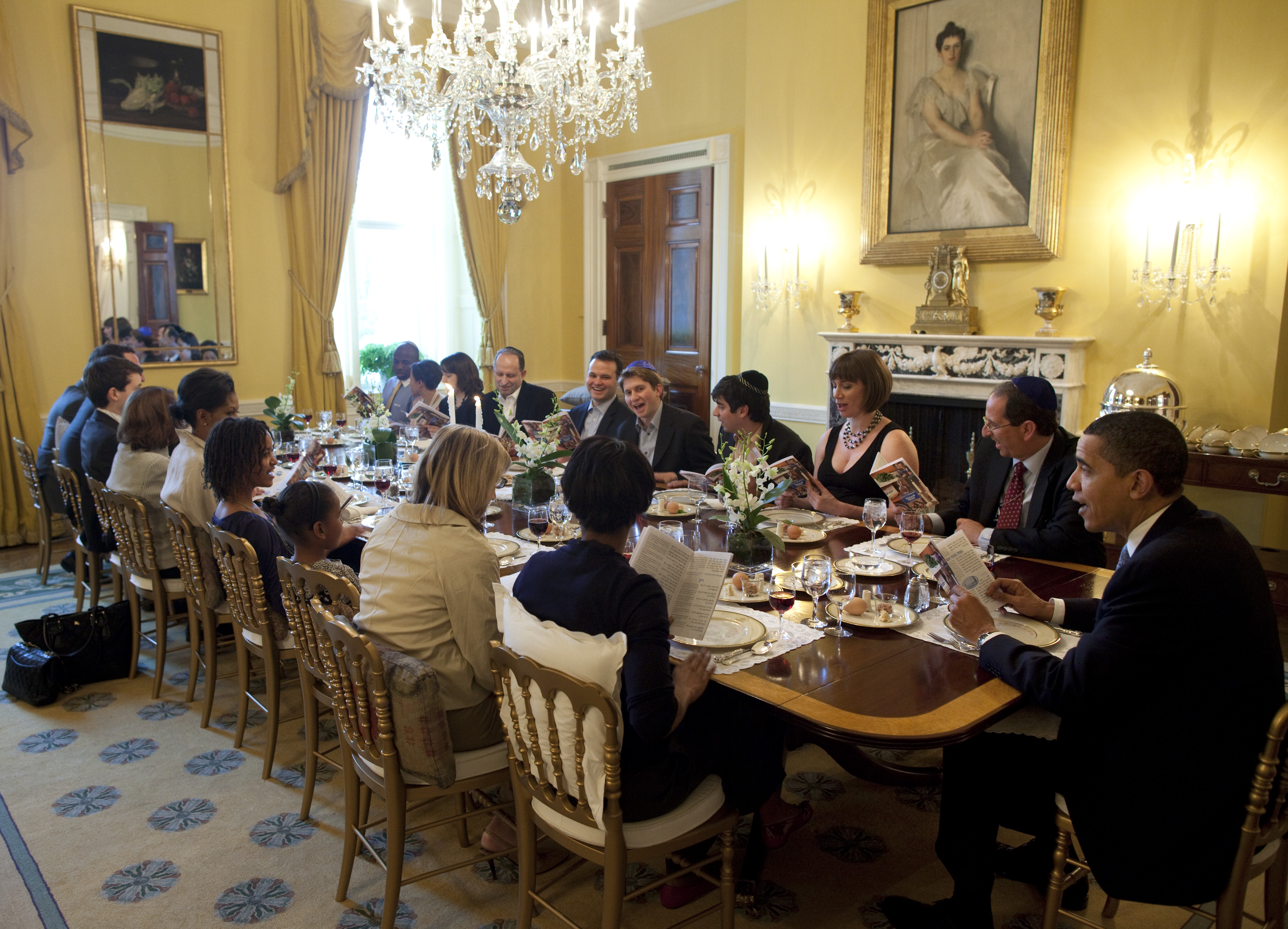
„Gefilte Fisch“: Vorspeise am ersten Seder im Weißen Haus, 9. April 2009

Prominent Einzug ins Weiße Haus gehalten hat das Gericht „Gefilte Fisch“ im Frühjahr 2009 als Bestandteil des Menus beim ersten je von einem amerikanischen Präsidenten veranstalteten Sederabend am zweiten Abend des Pessachfestes. Die von Präsident Barack Obama neu geschaffene Tradition wurde im darauffolgenden Jahr weitergeführt, nun am ersten Abend des Festes und wiederum mit „Gefilte Fisch“ als Auftakt des Dinners. Danach spielten „Gefilte Fisch“ in der Berichterstattung über den Sederabend im Weißen Haus keine besondere Rolle mehr.
Im Februar 2010 war es kurz vor dem Pessachfest zur sogenannten „gefilte fish crisis“ zwischen Israel und den USA gekommen. Ausgelöst wurde sie dadurch, dass Israel die zuvor abgeschafften Zölle von 120 % auf importiertem Fisch auf den 1. Januar 2010 wieder eingeführt hatte und mehrere Container mit Fisch aus den USA im israelischen Hafen Aschdod zurückbehalten wurden, weil die amerikanischen Exporteure, die von der Wiedereinführung der Zölle nichts gewusst hatten, sich weigerten, ihre Ware zu verzollen. Bei den Fischen soll es sich gemäß der israelischen Zeitung Haaretz um gefrorene Karpfen gehandelt haben, die in Israel zu „Gefilte Fisch“, die zum Pessachfest besonders gern aufgetischt werden, verarbeitet werden sollten, während man in den Medien in den USA offenbar der Meinung war, es handle sich um fertig zubereitete „Gefilte Fisch“. Jedenfalls intervenierte die amerikanische Außenministerin Hillary Rodham Clinton auf Bitte eines republikanischen Abgeordneten aus Illinois, woher die Fische stammten, beim israelischen Verteidigungsminister Ehud Barak, der sich gerade in den USA aufhielt. Dieser wandte sich ans zuständige Ministerium in Israel, das den amerikanischen Fischproduzenten einen Kompromiss vorschlug, den diese jedoch ablehnten. Der israelische Premierminister Benjamin Netanjahu kümmerte sich kurz danach bei einem Besuch in den USA persönlich um die Angelegenheit, offenbar mit dem Ergebnis, dass die aus dem amerikanischen Mittleren Westen stammenden Fische von Israel zurück nach Kanada verfrachtet wurden, um dort zu „Gefilte Fisch“ verarbeitet zu werden.

## „Gefilte Fisch“ in Erinnerungen und Literatur
In der Literatur wird „Gefilte Fisch“ von jüdischen Autoren des 19. und frühen 20. Jahrhunderts meist als Gericht für besondere Gelegenheiten oder Sabbat und Feiertage erwähnt. Im 1892 erschienenen Roman Children of the Ghetto (deutsch Kinder des Ghettos) des englisch-jüdischen Schriftstellers Israel Zangwill tauchen sie unter der Bezeichnung „gefüllte Fisch“, wahrscheinlich zum ersten Mal in der englischsprachigen Literatur, bei einem nach der Zeremonie der Auslösung eines erstgeborenen Sohnes servierten high tea auf – neben den frittierten, kalt gegessenen Fischen, einer typisch englisch-jüdischen Spezialität.
In Immanuel Olsvangers erstmals 1920 erschienenen Sammlung jiddischer Geschichten und Lieder wird „Gefilte Fisch“ in einer Anekdote dagegen als Gericht dargestellt, das einem Gast bei einem einfachen Mittagessen angeboten wird.
In der 1921 verfassten Erzählung Der König des aus Odessa stammenden russisch-jüdischen Schriftstellers Isaak Babel bildet „Gefüllter Fisch“ Bestandteil eines üppigen Mahls, das der Ganovenkönig Benja Krik an der Hochzeit seiner Schwester offeriert. „Gefilte Fisch“ gehören jedoch auch zu jedem jüdischen Freitagabend:

„Da ward aus Abend und Morgen der sechste Tag. Am sechsten Tag, am Freitagabend, wird gebetet, und hat man gebetet, ergeht man sich mit dem Schabbesdeckel im Städtchen und strebt heimwärts zum Abendbrot. Daheim trinkt der Jude einen Schnaps, und weder Herrgott noch Talmud verbieten ihm ihrer zwei, speist seinen gefüllten Fisch und seinen Rosinenkuchen. Nach dem Abendbrot ist ihm so recht wohl. Dann erzählt er seinem Weib lange Geschichten, macht ein Nickerchen … So hält das jeder Jude.“

Und in der frühen, von 1915 datierten zum Teil autobiographischen Erzählung Kindheit. Bei der Großmutter bezeichnet Babel den „Gefüllten Fisch“ mit Chrein, den er am Samstagmittag bei seiner Großmutter zu essen pflegte, gar als „Gericht, wofür es lohnt, zum Judentum überzutreten“. Auch sonst wird „Gefilte Fisch“ oft in autobiographischen Aufzeichnungen ost- und mitteleuropäischer Autoren erwähnt. Für die 1973 erschienenen und mehrmals neu aufgelegten Erinnerungen Max Fürsts ist das Gericht sogar titelgebend.
In Joseph Roths 1927 erschienenem Essay Juden auf Wanderschaft beschreibt der Autor u. a. das Hinterzimmer einer von Juden betriebenen Schenke in der Berliner Hirtenstraße am Rand des Scheunenviertels. Diese bezeichnet er als die „jüdischste aller Berliner Straßen“ und vermittelt mit dem Geruch von „gefiltem Fisch“ – im Werk als jüdischer zwiebelgefüllter Fisch beschrieben – neben dem typisch jüdischen Milieu eine gewisse Armseligkeit.
In Harold Pinters 1958 uraufgeführtem Theaterstück The Birthday Party (Die Geburtstagsfeier) sorgt der immer kalt gegessene „Gefilte Fisch“ für Lacher, wenn sich der Protagonist Goldberg daran erinnert, wie ihn seine Mutter jeweils am Freitagabend aufforderte, sich zu beeilen, „‹bevor [das Essen] kalt wird›. Und auf dem Tisch, was stand da? Das schönste Stück gefilte Fisch, das je auf einem Teller zu sehen war.“
Manchmal werden auch Bräuche, die mit „Gefilte Fisch“ verbunden sind, erinnert. Bereits aus dem 16. Jahrhundert bekannt ist der Brauch, die Schabbatgerichte schon am Freitagmittag oder -nachmittag zu kosten. Dieser Brauch, besonders auf das Fischgericht bezogen, wird in autobiographischen Aufzeichnungen mehrerer osteuropäischer Autoren dargestellt.
Einen besonderen Platz in vielen Erinnerungen nimmt ein Brauch ein, der nicht jüdisch ist, in Nordamerika jedoch häufig als spezifisch jüdisch angesehen und als Kindertrauma mehrerer Generationen amerikanischer Juden bezeichnet wird: Der Brauch, den frühzeitig eingekauften lebendigen Fisch, in der Regel ein Karpfen, in der häuslichen Badewanne lebend aufzubewahren, bis er getötet und zu „Gefilte Fisch“ verarbeitet wird. Das 1972 erstmals erschienene Kinderbuch The Carp In The Bathtub (deutsch Der Karpfen in der Badewanne) von Barbara Cohen gehört in den USA zu den klassischen Kinderbüchern. Es beschreibt, wie zwei Kinder, die grundsätzlich keinen „Gefilten Fisch“ essen, das Leben eines solchen Fisches zu retten versuchen. Auch außerhalb Nordamerikas bekannt wurde der Brauch durch den Architekten Frank Gehry, in dessen Werk Fische und Fischschuppen eine Rolle spielen. Als Erklärung dafür wird meist die von Gehry einmal erzählte Geschichte herbeigezogen, in der er beschreibt, wie er als Kind seine Großmutter jeweils am Donnerstag auf den Markt begleitete, wo sie den lebenden Fisch einkaufte, der danach bei seinen Großeltern in der Badewanne weiterlebte, wo er mit ihm spielte, bis seine Großmutter den Fisch am Freitag tötete und zu „Gefilte Fisch“ verarbeitete. Gehry selbst bestreitet die Wichtigkeit dieser Kindheitserfahrung mit dem Hinweis, dass sie allen jüdischen Kindern gemeinsam war. In Philip Roths Kurzroman Nemesis aus dem Jahr 2010 ist das einzige, woran die Hauptfigur Bucky Cantor sich als Kind beim Besuch am Grab seiner Mutter, die bei seiner Geburt gestorben war, erinnern kann, die Erzählung, wie seine Mutter als Kind mit dem Fisch in der Badewanne spielte:

„Wenn er versuchte, am Grab einen angemessenen Gedanken zu fassen, fiel ihm immer die Geschichte von seiner Mutter und dem Fisch ein, die seine Großmutter ihm erzählt hatte. Von allen ihren Geschichten … hatte sich diese am tiefsten in sein Gedächtnis eingegraben. Das unvergessene Ereignis hatte an einem Frühlingsnachmittag lange vor seiner Geburt und ihrem Tod stattgefunden: Seine Großmutter ging im Zuge der Vorbereitungen für das Passahfest stets zum Fischgeschäft an der Avon Avenue, um zwei lebende Karpfen aus dem Aquarium auszusuchen. Diese brachte sie dann in einem Eimer nach Hause und setzte sie in die mit Wasser gefüllte Zinkwanne, in der die Familie sonst badete. Dort blieben die Fische, bis es an der Zeit war, ihnen Köpfe und Schwänze abzuschneiden, sie zu schuppen und zu kochen und Gefilte Fisch daraus zuzubereiten. Eines Tages nun, als Mr. Cantors Mutter fünf Jahre alt war, kam sie vom Kindergarten nach Hause, sah die Fische, zog rasch ihre Kleider aus und stieg in die Wanne, um mit ihnen zu spielen. Seine Großmutter entdeckte sie, als sie aus dem Laden hinauf in die Wohnung ging, um dem Kind etwas zu essen zu machen. Seinem Großvater erzählten die beiden nichts, aus Angst, er könnte das Mädchen bestrafen … Es mochte seltsam sein, dass Mr. Cantor am Grab seiner Mutter an diese Geschichte dachte – aber welche unvergesslichen Erinnerungen hätte er sonst haben sollen?“

Im Lied Papirossi von André Heller singt er im Refrain über das Fischgericht, den Genuss von Getränken und Tabak und die gute Laune. Das Lied habe er, so sagte er in einem Interview, zum Beispiel dafür geschrieben, dass es auf jüdischen Hochzeiten gespielt und gesungen werden könne.